# Негора Лідія Вікторівна
Лідія Вікторівна Негора (5 вересня 1946, село Вовніги, тепер Солонянського району Дніпропетровської області) — українська радянська діячка, доярка колгоспу імені Калініна Солонянського району Дніпропетровської області. Депутат Верховної Ради УРСР 9—10-го скликань.

## Біографія
Освіта середня.
З 1962 року — доярка колгоспу імені Калініна села Військове Солонянського району Дніпропетровської області.
Потім — на пенсії в селі Калинівка Солонянського району Дніпропетровської області.

## Нагороди
- орден Жовтневої Революції
- орден Трудового Червоного Прапора
- медалі